# Erms de Casablanca
Els erms de Casablanca, també coneguts com a erms de Vilacoto, es localitzen a l'extrem occidental de l'Encanyissada i, en realitat, formarien part del mateix complex lacustre, però n'han quedat deslligats per camins, canals de rec i arrossars. Abasten prop de 200 hectàrees.

## Flora i fauna
Als erms de Casablanca s'hi localitzen una vintena de masses d'aigua, entre lluents i ullals, els quals es troben envoltats per una extensa taca de vegetació helofítica. La majoria d'aquests espais d'aigües molt somes, es gestionen com a zones de caça i necessiten periòdics treballs mecànics amb tractor per tal d'evitar la colonització per la vegetació palustre i així mantenir superfícies importants d'aigües lliures. Alguns ullals també han deixat de ser funcionals i l'única aportació d'aigua a la zona prové dels desguassos dels ullals de Baltasar -localitzats al nord-oest, o del Canal de la Dreta de l'Ebre. Aquesta zona no presenta cap connexió amb el mar, i la seva conductivitat és molt baixa. La superfícies dels ullals i lluents varia entre les 0,4 i les 20 hectàrees del Lluent de Solsits. Aquest últim destaca per la seva poca fondària -menys de 50 cm-, i pel fer d'assecar-se completament a l'estiu.
La vegetació d'aquesta zona està constituïda principalment per comunitats helofítques, destacant extensos canyissars amb mansega o xisca borda (Cladium mariscus) (hàbitat d'interès comunitari prioritari; codi 7210). Pel que fa a les comunitats de macròfits sobresurten els herbassars d'utriculària (Utricularia vulgaris), un macròfit propi de les aigües oligrotròfiques i de les torberes (hàbitats d'interès comunitari; codis 3140 i 3150). Aquesta espècie es troba restringida al canal del camí Fosc. Altres macròfits de la zona són els llaponets (Najas marina) i el Potamogeton pectinatus. Aquesta darrera espècie s'ha citat només al lluent de Solsits. A la resta de lluents i ullals no hi ha herbassars submergits ben constituïts.
Pel que fa als ocells nidificants, cal esmentar el repicatalons (Emberiza schoeniclus) i el boscaler (Locustella luscinioides). Altres nidificants són el cames-llargues (Himantopus himantopus), el cabusset (Tachybaptus ruficollis), l'agró roig (Ardea purpurea) i, de forma excepcional, el bitó (Botaurus stellaris). A l'hivern la zona esdevé un important dormidor d'arpelles (Circus aeruginosus).

## Protecció
Tot i ser un espai aïllat i molt poc freqüentat, la principal amenaça que presenta aquesta zona humida és l'excessiva pressió cinegètica. Cal destacar també que l'any 2003 una zona de pastura de 13 ha fou rompuda i transformada en arrossars. Una sentència judicial de 2006, basada en la condició de zona humida de l'espai, obligà al propietari al cessament de l'activitat agrícola i la seva restitució.
L'espai s'inclou dins de l'espai de la Xarxa Natura 2000 ES0000020 "Delta de l'Ebre". La Zona humida també forma part de l'espai del PEIN "Delta de l'Ebre" i el Parc Natural del Delta de l'Ebre, tot i que no en la seva totalitat, ja que hi ha diverses parcel·les que no disposen d'aquesta figura de protecció.